# Ryan Gravenberch
Ryan Gravenberch (n. 16 mai 2002, Amsterdam, Țările de Jos) este un fotbalist neerlandez, care joacă pe post de mijlocaș la Liverpool în Premier League. Pe plan internațional, are prezențe la națională pentru Țările de Jos.

## Trofee câștigate
Ajax
- Eredivisie: 2018–19, 2020–21, 2021–22[3]
- KNVB Cup: 2018–19, 2020–21[4]

Bayern Munchen
- Bundesliga: 2022–23[5]
- DFL-Supercup: 2022[6]

Liverpool
- EFL Cup: 2023–24[7]